# Саз (Жамбильський район)
Саз (каз. Саз) — станційне селище у складі Жамбильського району Алматинської області Казахстану. Входить до складу Ульгулинського сільського округу.
Населення — 28 осіб (2021; 65 у 2009, 66 у 1999, 68 у 1989).